# Stanisław Węgrzyn (genetyk)
Stanisław Węgrzyn (ur. 24 stycznia 1931 w Mstowie, zm. 25 lutego 2008 w Krakowie) – polski genetyk, specjalista roślin zbożowych. Wieloletni dyrektor Oddziału IHAR w Krakowie (1971-2001).
Po ukończeniu szkoły podstawowej w czasie II wojny światowej, częściowo na tajnych kursach, rozpoczął naukę w prywatnym gimnazjum i liceum prowadzonym przez OO. Cystersów w Szczyrzycu. Potem studiował na Wydziale Rolnym Uniwersytetu Jagiellońskiego. Studia ukończył w 1955. Stopień doktora nauk rolniczych uzyskał w 1962, habilitację w 1966, tytuł profesora nadzwyczajnego w 1976, profesora zwyczajnego (nauki rolnicze) w 1982.  Był związany przez całą karierę zawodową z Instytutem Hodowli i Aklimatyzacji Roślin. Od 1971 był szefem krakowskiego oddziału IHAR. Na emeryturę przeszedł w 2001. Był członkiem Komitetu Fizjologii, Genetyki i Hodowli Roślin Wydziału Nauk Rolniczych PAN.
Leśnych i Weterynaryjnyc
Autor prac z dziedziny genetyki i hodowli zbóż, biometrii i doświadczalnictwa. Opracował i wdrożył system doświadczeń hodowlanych oraz wyodrębniania najlepszych rodów, populacji i linii hodowlano-badawczych zbóż. Pasjonat łowiectwa, wieloletni prezes koła łowieckiego "Szarak" i propagator ochrony przyrody i zwierzyny, podkarpackich lasów.

## Odznaczenia
- Krzyż Oficerski Orderu Odrodzenia Polski[1]
- Krzyż Kawalerski Orderu Odrodzenia Polski[1]
- Złoty Krzyż Zasługi[1]
- Srebrny Krzyż Zasługi[1]
- Odznaka Zasłużonego Pracownika Rolnictwa[1]